# NASAMS

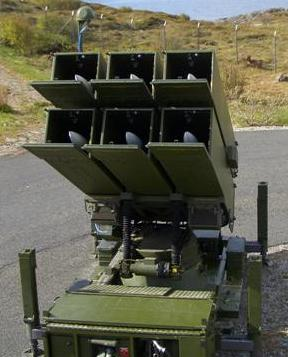
AIM-120 AMRAAM в ЗРК NASAMS

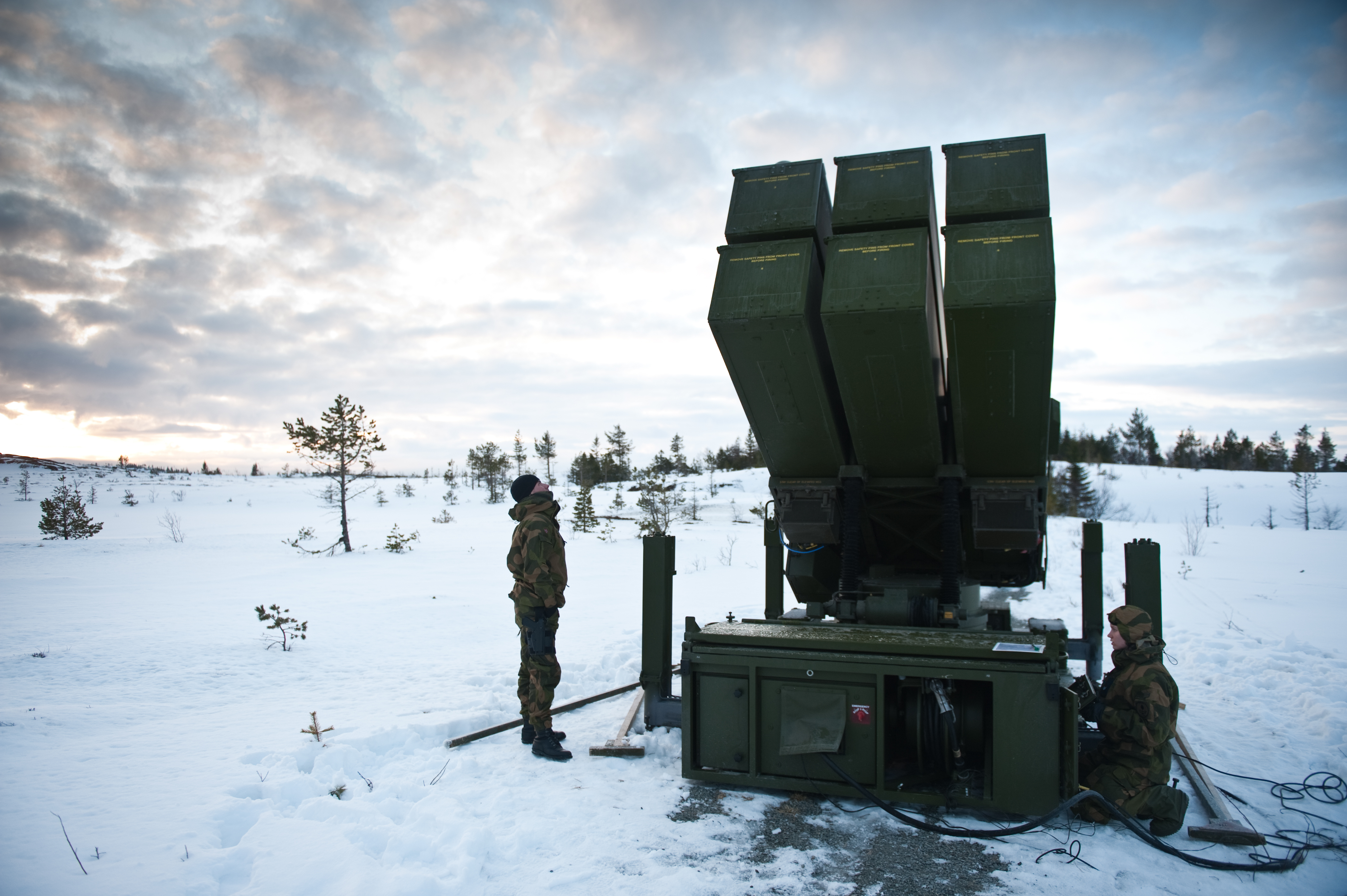
Пусковая установка ЗРК NASAMS

NASAMS (англ. Norwegian Advanced Surface to Air Missile System) — передвижной норвежский зенитный ракетный комплекс, предназначенный для борьбы с маневрирующими аэродинамическими целями на малых и средних высотах, NASAMS может уничтожать БПЛА, баллистические ракеты, вертолёты, самолёты, крылатые ракеты и другие цели. Относится к системам ПВО малого-среднего радиуса действия.
Комплекс разработан норвежской фирмой Kongsberg Defence & Aerospace, совместно с американской фирмой Raytheon, и предназначен для замены комплексов Improved Hawk, вооружённых сил Норвегии.
NASAMS стало первым применением ракеты AIM-120 AMRAAM (усовершенствованная ракета класса «воздух-воздух» средней дальности) наземного базирования. NASAMS 2 — это обновлённая версия системы, способная использовать Link 16, которая используется с 2007 года. По состоянию на 2022 год, NASAMS 3 является последней модификацией, принятой на вооружение в 2019 году, она добавляет возможность запускать ракеты малой дальности AIM-9 Sidewinder и IRIS-T SLS и ракеты увеличенной дальности AIM-120 AMRAAM-ER, а также представляет мобильные переносные пусковые установки. NASAMS доказала совместимость с системами большей дальности, такими как Patriot.

## История
Работы по созданию велись в начале 1990-х годов. Принята на вооружении Норвегии в 1994 году. Проведённые испытания показали, что система может быть использована для уничтожения крылатых ракет.
Разработка NASAMS началась в 1990-х годах, когда норвежская компания Kongsberg Defense & Aerospace (KDA) объединилась с Raytheon и инициировала программу NASAMS в рамках совместных усилий Королевских ВВС Норвегии. Первое поколение NASAMS было введено в эксплуатацию в 1998 году. Усовершенствованная версия NASAMS 2 была разработана в 2000-х годах и введена в эксплуатацию в 2006 году, а третье поколение, NASAMS 3, было разработано в 2010-х годах и введено в эксплуатацию в 2019 году.

### NASAMS-I
Является первым поколением NASAMS-I зенитно-ракетного комплекса. В 1998 году сетецентрическая система ПВО была признана полностью работоспособной; но ещё в 1994—1995 годах проект имел начальную оперативную готовность. Система объединяет созданный в США трёхмерный радар противовоздушной обороны MPQ-64 Sentinel X-диапазона и ракеты AMRAAM с разработанной в Норвегии системой управления боем C4I (командование, управление, связь, компьютеры и разведка) под названием «Центр распределения огня» (англ. Fire Distribution Center, сокр. FDC). FDC, подключенный к радару MPQ-64, образует «Радар сбора данных и систему управления». Возможности NASAMS расширяются благодаря сетевому и распределённому характеру системы.
Запуск ракеты AMRAAM осуществляется с буксируемой пусковой установки с шестью ракетными контейнерами. Стандартная ракета AMRAAM имеет горизонтальную дальность до 25 км. Другие источники указывают диапазон «более 15 км» и 40 км для версии с увеличенным радиусом действия.

### NASAMS-II
ВВС Норвегии вместе с KDA провели обновление NASAMS в начале 2000-х годов, названное NASAMS 2, обновленная версия была впервые передана на вооружение в середине 2006 года. Основное различие между двумя версиями заключается в использовании Link 16 на NASAMS 2, а также в улучшенном наземном радаре. Полная эксплуатационная готовность ожидалась в 2007 году.

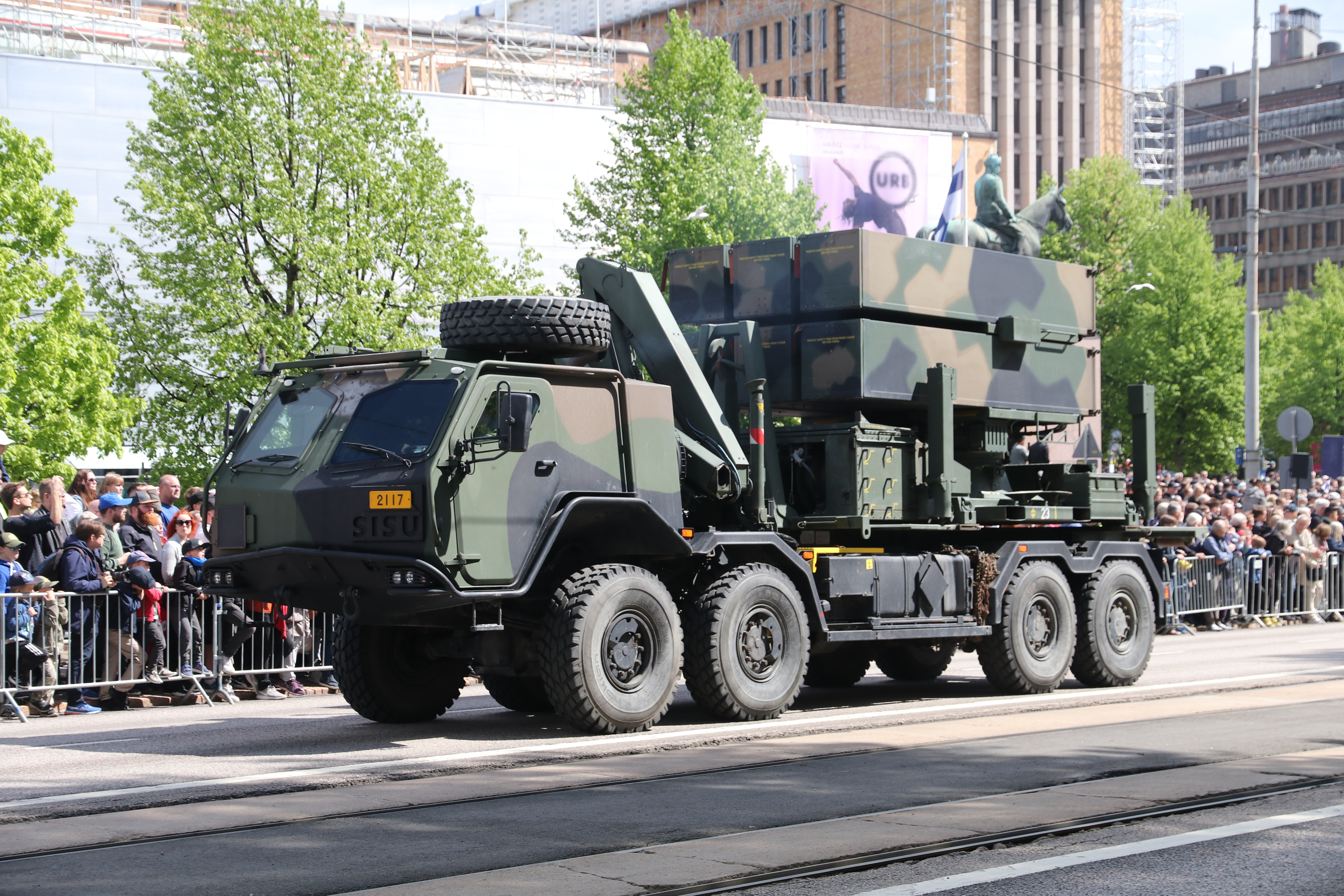
Финская пусковая установка NASAMS 2 на шасси грузовика Sisu E13TP

Полная батарея NASAMS 2 состоит из 12 пусковых установок (каждая несёт шесть ракет AIM-120 AMRAAM), восьми радаров AN/MPQ-64F1 Improved Sentinel, одного центра FDC, одной машины с электронно-оптической камерой (MSP500) и один автомобиль Tactical Control Cell.
Обновления включали в себя:
- Новые радары, которые можно устанавливать на различные транспортные средства.
- Радары имеют собственное питание и могут обрабатывать и распределять данные независимо друг от друга.
- Транспортные средства могут быть связаны по радиосвязи, кабелю, через Multi Rolle Radio или через TADKOM.
- Радары имеют более широкий частотный спектр и переменную скорость вращения, а также повышенную способность обнаруживать и сопровождать цели.
- Каждый модуль может автоматически определять своё положение с помощью GPS.
- Модули центра управления могут быть установлены на самых разных транспортных средствах.
- Электрооптический датчик MSP500 от Rheinmetall оснащён лазерным дальномером и ТВ-камерой, а также модернизированным тепловизором[10]. Их можно использовать для пассивного запуска ракет, что было успешно испытано.

Система управления может отсоединяться от датчиков, чтобы стать менее заметной. Центры распределения огня могут образовывать сеть с географически распределёнными датчиками и использовать объединение данных для обработки радиолокационных следов и формирования полной картины воздушного пространства для экипажа.

### NASAMS-III
В апреле 2019 года модернизированная система NASAMS 3 встала на вооружение ВВС Норвегии; в мае 2019 года были проведены первые полевые испытания.
NASAMS 3 поставляется с обновлённой станцией Центра распределения огня с эргономичными панелями управления и тремя большими плоскими дисплеями. Модернизированная кассетная пусковая установка Mk 2 может запускать ракеты малой дальности AIM-9X Sidewinder Block II и ракеты AMRAAM-ER со своих пусковых направляющих в дополнение к AIM-120 AMRAAM. AMRAAM-ER представляет собой модернизацию с увеличенной дальностью действия, основанную на ракетном двигателе RIM-162 ESSM в паре с двухступенчатой головкой наведения AMRAAM, расширяющую зону поражения с увеличением максимальной дальности на 50 процентов и увеличением максимальной высоты на 70 процентов, что даёт максимальную дальность около 50 км. Ракета увеличенной дальности будет иметь большую способность поражать быстро летящие и маневрирующие цели. В мае 2019 года AIM-9X Block II был испытан с пусковых установок NASAMS в Космическом центре Аннёйа в Норвегии.

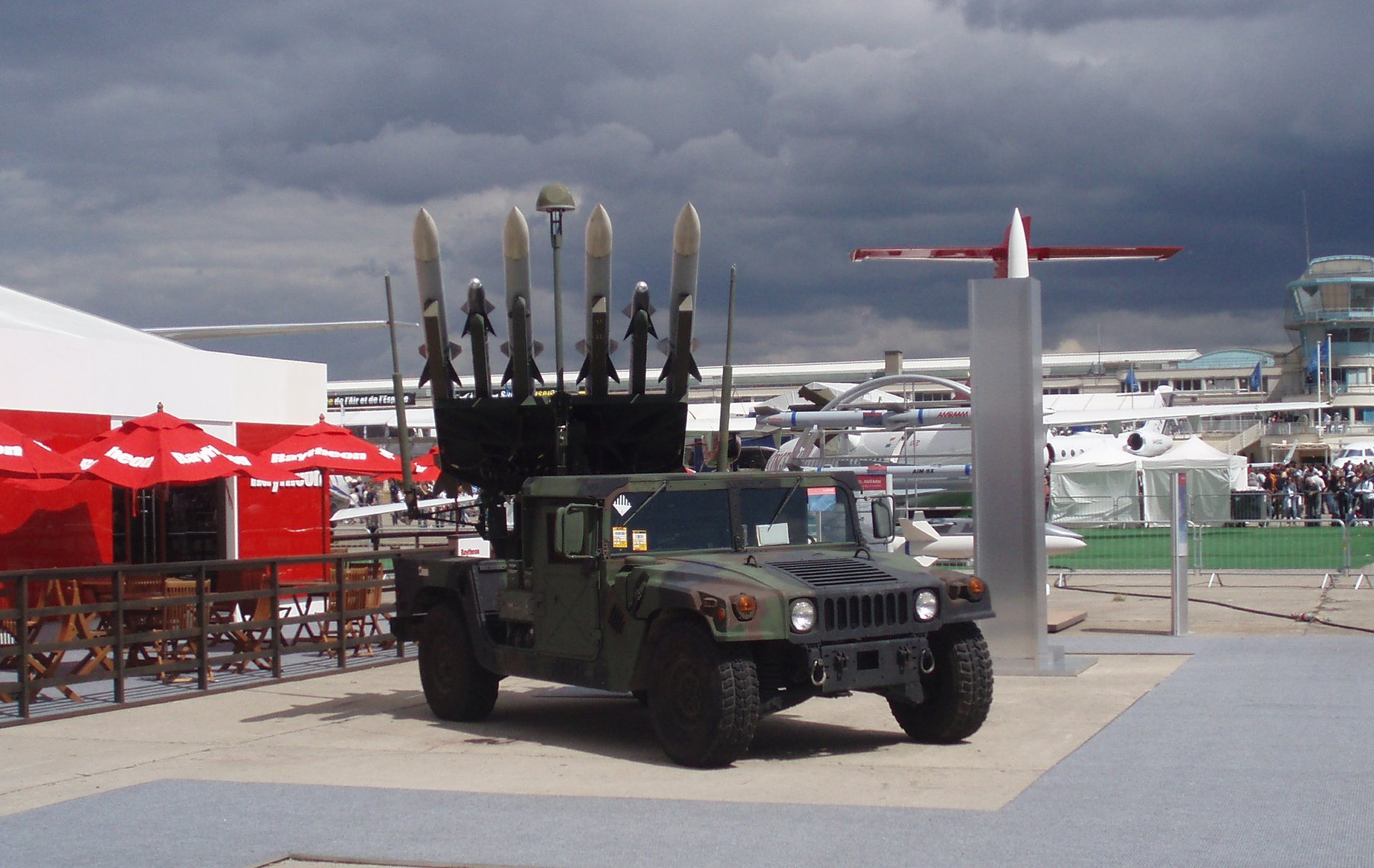
Высокомобильная пусковая установка M1152A1 с четырьмя ракетами AIM-120 AMRAAM и двумя ракетами AIM-9X Sidewinder

Новая конфигурация «Мобильная наземная система ПВО» предназначена для бригады «Норд» норвежской армии; каждая батарея включает в себя шесть мобильных пусковых установок ракет малой дальности IRIS-T SLS, установленных на гусеничных машинах, а также трёхколесная высокомобильная пусковая установка M1152A1 на базе HMMWV для AIM-120 AMRAAM, которая была первоначально разработана для проекта SLAMRAAM армии США и может доставляться по воздуху самолётами C-130 Hercules и C-17 Globemaster. Высокомобильная пусковая установка способна запускать как AIM-120, так и AIM-9X с четырёх пусковых направляющих и может быть оснащена двумя дополнительными направляющими. Пусковые установки и машины поддержки IRIS-T будут базироваться на PMMC G5 и модернизированных командирских машинах M113 (M577A2) и будут оснащены радарами XENTA-M X-диапазона, разработанными Weibel Scientific.
В октябре 2021 года Raytheon объявила, что NASAMS 3 будет модернизирована с помощью GhostEye MR, нового радара с АФАР S-диапазона средней дальности, основанного на технологии GhostEye (ранее LTAMDS), разработанной для системы MIM-104 Patriot.
В марте 2022 года компания Raytheon продемонстрировала, что система высокоэнергетического лазерного оружия (HELWS) может быть соединена с NASAMS для уничтожения роя беспилотных целей.

## Состав
Основная тактическая единица ЗРК NASAMS — батарея. В её состав входят три огневых взвода. Состоит из 12 ПУ по 6 ЗУР, 3 РЛС + оптоэлектронный комплекс наведения NTAS.

## Модификации
- NASAMS 2 — комплекс отличается от прототипа большей мобильностью, пусковые установки NASAMS II смонтированы на шасси повышенной проходимости типа Bv 206. Батарея включает 4 взвода вместо трёх, шесть РЛС AN/TPQ-64 вместо трёх и 12 пусковых установок вместо девяти[32].
- NASAMS II FIN —  версия комплекса NASAMS II для Силы обороны Финляндии.
- NASAMS 3 — комплекс представлен в 2019 году, может использоваться более широкий спектр ракет, включая управляемую AIM-9X и ракету высокой дальности AMRAAM-ER, кроме того комплекс совместим с IRIS-T. Также комплекс имеет улучшенную СУО и может объединять в единую сеть большее количество радаров и пусковых установок[33].
- HUMRAAM  — самоходный комплекс.
- SLAMRAAM — самоходный комплекс.

## Тактико-технические характеристики
- Дальность поражения, в зависимости от использованных ракет, может составлять от 20 до 180 км[34]
  - ЗРК NASAMS — 20 (ракетой AMRAAM ER — 40)
- Дальность поражения авиационными версиями ракет, км:
  - AIM-120A/B: 55-75
  - AIM-120C-5: 105
  - AIM-120C-7: 120
  - AIM-120D: 180
- Высота поражения: до 21 км[34].
- Вероятность поражения цели одной ракетой: 0,85
- Время реакции, с: 10
- Время перевода из боевого положения в походное, мин: 3. Возможно до 1,5
- Время перевода из походного положения в боевое, мин.: 15
- Скорость поражаемой цели максимальная, м/с: 1000
- Максимальная скорость полёта ракеты, м/с: 1020
- Среднее время наработки на отказ, ч: 300

## Боевое применение

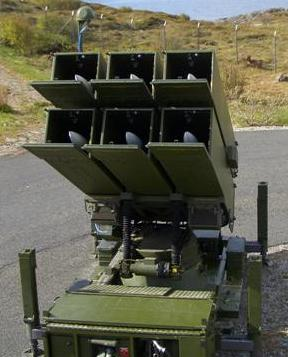
AIM-120 в ЗРК NASAMS.

Используется украинской стороной в ходе вторжения России на Украину.

## На вооружении
- Австралия[37]
- Венгрия: 8 NASAMS III по состоянию на 2024 год[38].
- Чили[39]
- Испания: 8 NASAMS по состоянию на 2024 год[40]. Приобретены в 2003 году[41]
- Нидерланды: 6 NASAMS III по состоянию на 2024 год[42]
- Норвегия: 6 NASAMS III по состоянию на 2024 год[43]
- Индонезия: две батареи NASAMS-2, по состоянию на 2020 год[44]
- США[45]
- Финляндия: 24 NASAMS II FIN по состоянию на 2024 год[46]
- Украина: 9 NASAMS II по состоянию на 2024 год[47]
- Литва: 6 NASAMS III по состоянию на 2024 год[48]
- Оман[49]

### Потенциальные операторы
- Китайская Республика: заказан в июне 2022 года[50]
- Кувейт: Государственный департамент США одобрил продажу Кувейту системы NASAMS на сумму 3 миллиарда долларов[51]
- Катар: заказан в июле 2019 года. Это первая страна, закупившая AMRAAM-ER, вариант класса «земля-воздух» увеличенной дальности[52]